# 콘택트 (소설)
《콘택트》는 칼 세이건에 의해 작성된 SF 소설로 1985년에 출간되었다. 이를 원작으로 1997년 조디 포스터 주연의 영화 《콘택트》가 개봉했다.

## 줄거리
외계인의 존재를 찾던 여성 전파천문학자 '앨리 애로웨이'가 주인공이다. SETI 프로젝트가 외계에서 온 신호를 수신하였고 해독해보니 5명이 탑승할 수 있는 거대한 기계장치의 설계도였다. 전세계가 모두 협력해서 외계인이 보내준 설계도에 따라서 장치를 제작하고 프로젝트를 위해서 5명을 선발한다. 각각 미국, 소련, 중국, 인도 공화국 그리고 이슬람과 흑인을 상징하는 나이지리아인 노벨상 수상자가 기계장치에 탑승해서 외계인과 접촉하는 데 성공하지만, 지구에서 관측할 때는 별다른 변화를 볼 수 없었기 때문에 논쟁이 일어나고, 전세계 각국이 접촉 사실을 숨긴 채로 프로젝트는 끝난다.

## 같이 보기
- 영화 《콘택트》